# Knut Schaflinger
Knut Schaflinger (* 22. Mai 1951 in Graz) ist ein österreichischer Schriftsteller.

## Leben und Werk
Nach Kindheit und Jugend in Bruck an der Mur und Studium in Wien arbeitete Knut Schaflinger bis 1995 als freier Filmemacher beim Bayerischen Fernsehen in München. Anschließend war er bis 2016 Redakteur der Tagesthemen in Hamburg. 
Schaflinger, dessen Gedichte in Anthologien, literarischen Kalendern, Literaturzeitschriften veröffentlicht und mit mehreren Preisen bedacht wurden, debütierte 1995 mit dem Gedichtbuch Drei Teile vom Licht. 
Knut Schaflinger lebt in Augsburg.

## Einzeltitel (Auswahl)
- Die Ungeduld der Kompassnadel. Gedichte. Verlag Ralf Liebe, Weilerswist 2015.
- Schneebrand. Gedichte. Verlag Ralf Liebe, Weilerswist 2011.
- Flüchtige Substanzen. Gedichte. Steinmeier, Deiningen 2009.
- Abhanden. Gedichte. Edition Thaleia, St. Ingbert 2007.
- Scherben und Mosaik. Gedichte. Edition Thaleia, St. Ingbert 2005; ISBN 3-924944-71-7.
- Der geplünderte Mund. Gedichte. Alkyon Verlag, Weissach i. T. 1998.
- Drei Teile vom Licht. Gedichte. Verlag Freier Autoren, Fulda 1995.

## Anthologien und Literaturzeitschriften (Auswahl)
- Axel Kutsch (Hrsg.), Versnetze. Deutschsprachige Lyrik der Gegenwart. Verlag Ralf Liebe, Weilerswist 2008–2011.
- Shafiq Naz (Hrsg.), Der deutsche Lyrikkalender 2011. Jeder Tag ein Gedicht. Alhambra Publishing, B-Bertem 2011.
- Theo Breuer (Hrsg.), Vulkan Obsidian. In memoriam Gottfried Benn, Bertolt Brecht und Christian Saalberg. edition bauwagen, Itzehoe 2006.
- Literaturzeitschriften: Das Gedicht, Lichtungen, Ostragehege, Zeichen & Wunder.

## Auszeichnungen
- 2014: Dresdner Lyrikpreis[1] (Finalist)
- 2005: Feldkircher Lyrikpreis
- 2004: Dulzinea-Lyrikpreis
- 2003: Christine-Lavant-Preis (Finalist)